# Wolf George von Eberstein
Freiherr Wolf George von Eberstein, auch Wolf Georg von Eberstein (* 8. Juli 1724 in Gehofen; † 31. Juli 1779 in Berlin), war ein preußischer Major. 

## Leben

### Herkunft und Familie
Wolf George war Angehöriger des fränkischen Adelsgeschlechts Eberstein. Er war das zehnte von 14 Kindern des kursächsischen Hauptmanns, sowie Erbherrn auf Gehofen und Jaucha Wolf Dietrich von Eberstein (1681–1742) und der Sophie Elisabeth von Rockhausen († 1738). Wolf George blieb unvermählt und starb, ohne Kinder zu hinterlassen.

### Werdegang
Eberstein trat im Alter von 17 Jahren als Kadett in die preußische Armee ein. 1742 wurde er dem Infanterieregiment „Kleist“ (Nr. 26) zugeteilt und avancierte 1746 zum Fähnrich. Er wurde 1748 zum Sekondeleutnant und 1756 zum Premierleutnant, 1758 zum Stabskapitän und 1760 zum wirklichen Hauptmann sowie 1773 schließlich zum Major befördert.
Hiernach wurde er Kommandeur des 3. Grenadierbataillons, das sich auch den Grenadierkompanien der Regimenter „Steinkeller“ (Nr. 26) und „Rentzell“ (Nr. 23) zusammensetzte.
Eberstein hat im Zweiten Schlesischen Krieg und im Siebenjährigen Krieg, hier insbesondere in den Schlachten bei Prag, Roßbach, Leuthen, Hochkirch, Torgau und Freiberg mit den Preußen gekämpft. Ende November 1778 hat er sich im bayerischen Erbfolgekrieg den Orden Pour le Mérite verdient.